# Porkalafjärden
Porkalafjärden (finska: Porkkalanselkä) är en fjärd mellan Kyrkslätt och Ingå i Nyland. Porkalafjärden sträcker sig från öppet hav till närheten av fastlandet, med endast mindre holmar, och lämnar därför småbåtstrafiken från Helsingforsregionen västerut utan skydd för sydliga vindar.